# Badea Cireșanu
Badea Cireșanu (n. 16 mai 1859, com. Spineni, județul Olt – d. 5 iulie 1919, București) a fost cel mai mare specialist și profesor român de liturgică, omiletică, morală și de limba ebraică la Facultatea de Teologie de la București.

## Biografie
Badea Cireșanu s-a născut la data de 16 mai 1859 în comuna Spineni (județul Olt). A studiat la Seminarul inferior de la Curtea de Argeș (1874-1878), la Seminarul Central din București (1879-1882) și apoi la Facultatea de Teologie din Cernăuți (1886-1890), obținând doctoratul în teologie în anul 1891.
Deși a absolvit Facultatea de Teologie, nu a fost hirotonit ca preot sau ca diacon. După absolvirea seminarului, a lucrat ca profesor de caligrafie și desen la Seminarul inferior din Curtea de Argeș (1883-1886). După terminarea studiilor universitare, a fost profesor suplinitor (1891), provizoriu (1892) și apoi definitiv (1895) la Catedra de Liturgică, Pastorală, Omiletică și Catehetică de la Facultatea de Teologie din București, funcționând până la moarte. De asemenea, el a suplinit și cursurile de Morală (1898-1901) și Ebraică, îndeplinind pentru o perioadă și funcția de decan al Facultății (1913-1915).
A lucrat și în cadrul administrației mitropolitane de la București ca director al Cancelariei Mitropoliei Ungrovlahiei (1893-1896). A întemeiat și condus revista "Vocea Bisericii" (1894-1896) și a redactat revista "Biserica Ortodoxă Română" (1906-1907). A efectuat mai multe călătorii de studii în țări europene și în Orientul Apropiat.
Prof. Badea Cireșanu a trecut la cele veșnice la data de 5 iulie 1919 în orașul București.

## Lucrări publicate
- Tezaurul liturgic al Sfintei Biserici ortodoxe de Răsărit - 3 vol. (Bucuresti, 1910-1911-1912);
- Curs de Catehetia (1899, curs litografiat);
- Curs de Omiletică (1904, curs litografiat).

De asemenea, a publicat studii și articole în revistele "Biserica Ortodoxă Română" și "Vocea Bisericii".